# Desulfotomaculum thermobenzoicum subsp. thermosyntrophicum
Desulfotomaculum thermobenzoicum subsp. thermosyntrophicum  è una sottospecie di batterio appartenente alla famiglia delle Peptococcaceae.